# Hoplomys gymnurus
Hoplomys gymnurus је врста глодара из породице бодљикави или чекињасти пацови (лат. Echimyidae).

## Распрострањење
Ареал врсте је ограничен на мањи број држава.
Врста је присутна у Хондурасу, Еквадору, Костарици, Колумбији, Панами и Никарагви.

## Станиште
Станишта врсте су шуме и мочварна подручја.

## Угроженост
Ова врста није угрожена, и наведена је као последња брига јер има широко распрострањење.